# 乔治·索科尔斯基
乔治·索科尔斯基（英語：George Ephraim Sokolsky，1893年9月5日—1962年），美国国家制造商协会广播员、《纽约先驱论坛报》专栏作家，美国中国问题专家，与岑春煊、孙中山、宋美龄等人关系友好。他是约瑟夫·麦卡锡的导师。